# Caterina Shulha
Caterina Shulha, accreditata anche come Katsiaryna Shulha (in bielorusso Кацярына Шульга?, Kaciaryna Šulha; Hrodna, 10 gennaio 1993), è un'attrice e modella bielorussa naturalizzata italiana.

## Biografia
Caterina Shulha si trasferisce a Roma nel 2006 insieme alla madre, maestra d'asilo. Al liceo linguistico di Ostia frequenta il laboratorio teatrale, e inizia a lavorare come modella e a sostenere provini televisivi. Segue poi un corso di tre anni all'Accademia delle Arti di Ostia, dal 2010 al 2011, senza quindi conseguire il titolo.
Inizia a lavorare come modella a 15 anni, prima a Roma e poi a Milano, posando nel 2012 per Shampalove, apparendo, l'anno successivo, su Vogue e Marie Claire, e nelle campagne di Z.One Concept, Charli London, Duvetica e Frankie Garage tra gli altri. Nel 2013-2014 è testimonial della collezione autunno-inverno di Mangano.
Caterina Shulha debutta in teatro, e più precisamente in quello in lingua spagnola, nel 2008, e in televisione pochi anni dopo. Dopo essere stata protagonista del cortometraggio Academy Girl, nel 2011 veste i panni dell'adolescente Angelica, madre di Vasco (Giulio Berruti), nella miniserie La ragazza americana. L'anno successivo ha un cameo nel film Immaturi - Il viaggio e recita nel quarto episodio della quinta stagione della serie TV I Cesaroni. Prosegue interpretando Marion, la figlia del preside, nella sitcom Talent High School - Il sogno di Sofia. 
Seguono partecipazioni in ruoli minori nelle fiction Rai Un passo dal cielo e Che Dio ci aiuti: nella prima è Natasha, una ragazza dell'Europa dell'Est che aiuta Pietro (Terence Hill) a fare luce sul passato di Anya, mentre nella seconda interpreta Elisa Valenti, la nipote di Suor Costanza (Valeria Fabrizi). Nel 2013 riprende la serie Talent High School - Il sogno di Sofia, recita nel film Smetto quando voglio di Sydney Sibilia e nella seconda stagione della serie La narcotici, entrambi usciti l'anno seguente. Sempre nel 2014, interpreta nuovamente Natasha nella terza stagione di Un passo dal cielo. A maggio 2015, inizia le riprese della miniserie in due puntate Il confine, ambientata durante la prima guerra mondiale; in seguito, Shulha recita nell'ottava stagione di Squadra antimafia - Palermo oggi e nel film La vita possibile di Ivano De Matteo con Margherita Buy e Valeria Golino; nella serie Nero a metà interpreta il ruolo di Olga. Nel 2017 partecipa alla produzione del film Hotel Gagarin, regia di Simone Spada, recitando nella parte di Kira.

## Vita privata
È legata al produttore Marco Belardi dal quale ha avuto tre figli: Lorenzo (2017) e le gemelle Nina e Futura (2020).

## Agenzie
- RB Casting
- SG Management, Roma

## Filmografia

### Attrice

#### Cinema
- Academy Girl, regia di Angelo Cricchi e Silvia Morani (2011)
- Immaturi - Il viaggio, regia di Paolo Genovese (2012)
- White Space, regia di Mione Marcello - cortometraggio (2012)
- Sophie, regia di Silvia Morani - cortometraggio (2013)
- Smetto quando voglio, regia di Sydney Sibilia (2014)
- La vita possibile, regia di Ivano De Matteo (2016)
- Wine to Love - I colori dell'amore, regia di Domenico Fortunato (2018)
- Hotel Gagarin, regia di Simone Spada (2018)
- Non sono un assassino, regia di Andrea Zaccariello (2019)
- L'uomo del labirinto, regia di Donato Carrisi (2019)
- Cetto c'è, senzadubbiamente, regia di Giulio Manfredonia (2019)
- Istmo, regia di Carlo Fenizi (2020)
- La ballata dei gusci infranti, regia di Federica Biondi (2022)
- The Boat, regia di Alessio Liguori (2022)
- The Land of Dreams, regia di Nicola Abbatangelo (2022)
- Ipersonnia, regia di Alberto Mascia (2022)

#### Televisione
- La ragazza americana, regia di Vittorio Sindoni – miniserie TV (2011)
- I Cesaroni – serie TV, episodio 5x04 (2012)
- Talent High School - Il sogno di Sofia – serie TV, 48 episodi (2012-2013)
- Che Dio ci aiuti – serie TV, episodio 2x06 (2013)
- Un passo dal cielo – serie TV, 40 episodi (2012-2017)
- La narcotici – serie TV, episodi sconosciuti (2015)
- Squadra antimafia - Palermo oggi – serie TV, episodi sconosciuti (2016)
- Il confine, regia di Carlo Carlei – miniserie TV (2018)
- Nero a metà – serie TV, 4 episodi (2018-2020)
- Passeggeri notturni - serie TV, episodio 1x04 (2020)
- Tutta colpa di Freud - La serie - serie TV, 8 episodi (2021)
- Black Out - serie TV, 16 episodi (2023-2025)
- Alter Ego - serie TV, 7 episodi (2023)
- Il re – serie TV, 8 episodi (2024)
- Imma Tataranni - Sostituto procuratore – serie TV, episodi 4x01-4x04 (2025)
- Costanza, regia di Fabrizio Costa – serie TV (2025)

#### Videoclip
- Arhia Tu non sai (2011)
- Francesco Renga Vivendo adesso (2014)
- Club Dogo Lisa (2015)

#### Spot pubblicitari
- Dietorelle Sperlari (2013)
- Nestlé Princessa (2013) – versione polacca

### Regista
- Insultati Bielorussia (2022)

## Teatro
- La calzolaia prodigiosa regia di Marcela Velasquez, Teatro Fara Nume, Ostia (2008)
- Eloísa está debajo de un almendro, regia di Marcela Velasquez, Teatro Fara Nume, Ostia (2009)
- George Dandin o il marito confuso, regia di Enzo Liberto (2011)

## Doppiatrice
- Madre di Erica in Earwig e la strega

## Riconoscimenti (parziale)
- Foggia Film Festival
  - 2013 - Migliore attrice emergente[16]
- Formia Film Festival
  - 2016 - Premio attrice emergente Fabrique du cinema